# Alden Sampson Division
Alden Sampson Division war ein US-amerikanischer Hersteller von Kraftfahrzeugen.

## Unternehmensgeschichte
Das Unternehmen entstand 1911 als Nachfolgeunternehmen der Alden Sampson Manufacturing Company. Es war eine Division der United States Motor Company. Der Sitz war in Detroit in Michigan. Die Produktion von Nutzfahrzeugen wurde fortgesetzt. Außerdem entstanden Personenkraftwagen. Der Markenname lautete Sampson. Noch 1911 endete die Produktion.

## Fahrzeuge
Der einzige Pkw war das Model 35. Es hatte einen Vierzylindermotor. 101,6 mm Bohrung und 114,3 mm Hub ergaben 3707 cm³ Hubraum. Die Motorleistung von 35 PS wurde über eine Kardanwelle an die Hinterachse übertragen. Das Fahrgestell hatte 290 cm Radstand. Der Aufbau war ein offener Tourenwagen.
Die Nutzfahrzeuge waren Lastkraftwagen.